# Primera Liga de Croacia 2011-12
La Prva HNL 2011-12, fue la vigésimo primera edición de la Primera División de Croacia, desde su establecimiento en 1992. El torneo dio inicio el 23 de julio de 2011 y finalizó el 12 de mayo de 2012. El Dinamo Zagreb se coronó campeón por séptima temporada consecutiva, logrando su 14º título de Liga en la historia del club.
Para esta temporada se mantuvo el número de clubes en 16, el único club descendido la temporada anterior el Hrvatski Dragovoljac fue sustituido para esta edición por el campeón de la 2. HNL el Lucko Zagreb, se jugaron dos ruedas con un total de 30 partidos a disputar por club.

## Participantes
| Club                 | Ciudad     | Estadio                  | Capacidad |
| -------------------- | ---------- | ------------------------ | --------- |
| Cibalia              | Vinkovci   | Stadion Cibalia          | 9,920     |
| RNK Split            | Split      | Stadion Park Mladeži     | 4,100     |
| Inter Zaprešić       | Zaprešić   | Stadion ŠRC Zaprešić     | 4,528     |
| NK Zagreb            | Zagreb     | Stadion Kranjčevićeva    | 8,850     |
| NK Lokomotiva Zagreb | Zagreb     | Stadion Maksimir         | 37,168    |
| Rijeka               | Rijeka     | Stadion Kantrida         | 10,275    |
| Hajduk Split         | Split      | Stadion Poljud           | 35,000    |
| Varteks Varaždin     | Varaždin   | Stadion Anđelko Herjavec | 10,800    |
| Dinamo Zagreb        | Zagreb     | Stadion Maksimir         | 37,168    |
| NK Osijek            | Osijek     | Stadion Gradski vrt      | 19,500    |
| Slaven Belupo        | Koprivnica | Gradski stadion          | 4,000     |
| HNK Šibenik          | Šibenik    | Stadion Šubićevac        | 8,000     |
| NK Zadar             | Zadar      | Stadion Stanovi          | 5,860     |
| NK Karlovac          | Karlovac   | Branko Čavlović-Čavlek   | 12,000    |
| NK Lučko             | Zagreb     | Stadion Lučko            | 1,500     |
| Istra 1961           | Pula       | Stadion Veruda           | 3,000     |

## Clasificación final
|     |     | Equipo              | PJ | PG | PE | PP | GF | GC | DG  | PTS |
| --- | --- | ------------------- | -- | -- | -- | -- | -- | -- | --- | --- |
|     | 1.  | Dinamo Zagreb       | 30 | 23 | 6  | 1  | 73 | 11 | +62 | 75  |
| UEL | 2.  | Hajduk Split        | 30 | 16 | 6  | 8  | 50 | 24 | +26 | 54  |
| UEL | 3.  | Slaven Belupo       | 30 | 14 | 10 | 6  | 41 | 27 | +14 | 52  |
|     | 4.  | RNK Split           | 30 | 14 | 8  | 8  | 43 | 32 | +11 | 50  |
|     | 5.  | NK Zagreb           | 30 | 13 | 6  | 11 | 36 | 42 | -6  | 45  |
|     | 6.  | Cibalia Vinkovci    | 30 | 13 | 6  | 11 | 35 | 35 | 0   | 45  |
|     | 7.  | Lokomotiva Zagreb   | 30 | 12 | 8  | 10 | 33 | 33 | 0   | 44  |
| UEL | 8.  | NK Osijek           | 30 | 11 | 10 | 9  | 45 | 38 | +7  | 43  |
|     | 9.  | NK Istra 1961       | 30 | 11 | 9  | 10 | 35 | 33 | +2  | 42  |
|     | 10. | NK Zadar            | 30 | 11 | 7  | 12 | 39 | 44 | -15 | 40  |
|     | 11. | Inter Zaprešic      | 30 | 11 | 5  | 14 | 33 | 33 | 0   | 38  |
|     | 12. | HNK Rijeka          | 30 | 9  | 11 | 10 | 29 | 29 | 0   | 38  |
|     | 13. | NK Lucko Zagreb (A) | 30 | 6  | 13 | 11 | 29 | 36 | -7  | 31  |
|     | 14. | HNK Šibenik         | 30 | 6  | 9  | 15 | 27 | 39 | -12 | 27  |
|     | 15. | NK Karlovac         | 30 | 6  | 7  | 17 | 25 | 53 | -28 | 24  |
|     | 16. | NK Varaždin         | 30 | 2  | 3  | 25 | 16 | 70 | -54 | 8   |

- (A) : Ascendido la temporada anterior.

| UCL | Campeón y clasifica a la Liga de Campeones de la UEFA 2012-13. |
| UEL | Clasificación a la Liga Europea de la UEFA 2012-13.            |
|     | Descenso a Druga HNL 2012-13.                                  |

## Máximos Goleadores
| Jugador             | Club             | Goles |
| ------------------- | ---------------- | ----- |
| Fatos Bećiraj       | Dinamo Zagreb    | 15    |
| Ante Vukušić        | Hajduk Split     | 12    |
| Ivan Krstanović     | Dinamo Zagreb    | 10    |
| Ivan Santini        | NK Zadar         | 10    |
| Damir Kreilach      | Rijeka           | 9     |
| Stipe Bačelić-Grgić | NK Istra 1961    | 8     |
| Mladen Bartolović   | Cibalia Vinkovci | 8     |
| Duje Čop            | RNK Split        | 8     |
| Sandi Križman       | NK Istra 1961    | 8     |
| Marin Tomasov       | Hajduk Split     | 8     |

- Actualizado al 12 mayo 2012; Fuente: Prva-HNL